# 汉斯·兰多尔特
汉斯·H·兰多尔特（德語：Hans Heinrich Landolt，1831年12月5日—1910年3月15日）是一位瑞士化学家，以发现碘钟反应闻名，并以实验验证了拉瓦锡提出的质量守恒定律。